# Открытый чемпионат Гуанчжоу по теннису
Открытый чемпионат Гуанчжо́у (англ. Guangzhou International Women's Open, кит. 广州国际女子网球公开赛) — женский профессиональный международный теннисный турнир, проходящий осенью в китайском Гуанчжоу на хардовых кортах. Относится к серии WTA 250 с призовым фондом около 260 тысяч долларов и турнирной сеткой, рассчитанной на 32 участницы в одиночном разряде и 16 пар.

## История
Турнир в провинции Гуандун организован накануне сезона-2004 в рамках расширения серии турниров в регионе, став вторым соревнованием WTA, проводящимся с того сезона на территории Китая; первым турнир до 2004 года проходил в Шанхае, а в том сезоне переехал в Пекин.
Победительницы и финалистки
Первой участницей одиночного турнира, дважды завоевавшей чемпионское звание, стала в 2017 году представительница страны-организатора Чжан Шуай. В парах четырёхкратной обладательницей титула также является теннисистка, выступающая за КНР — Пэн Шуай, а по два титула на счету сразу группы участниц: белоруски Татьяны Пучек, китаянок Ли Тин, Сунь Тяньтянь и Се Шувэй, а также индианки Сани Мирзы. Сунь Тяньтянь, помимо двух побед с Ли Тин, ещё три раза играла в финале в парном разряде, являясь абсолютной рекордсменкой турнира по количеству сыгранных финалов. Чжан Шуай, Се Шувэй и ещё одна китаянка — Янь Цзы — выигрывали турнир и в одиночном и в парном разрядах.
Несколько раз за историю парного приза разыгрывался мононациональный финал: в 2004, 2007 и 2011 годах на корте сходились четыре китаянки, но лишь в первый раз они представляли на корте одну страну — КНР.

## Финалы турнира
| Год       | Чемпионка                             | Финалистка                            | Счёт                                  |
| --------- | ------------------------------------- | ------------------------------------- | ------------------------------------- |
| 2024      | Ольга Данилович                       | Кэролайн Доулхайд                     | 6-3 6-1                               |
| 2023      | Ван Сиюй                              | Магда Линетт                          | 6-0 6-2                               |
| 2020—2022 | Не проводился из-за пандемии COVID-19 | Не проводился из-за пандемии COVID-19 | Не проводился из-за пандемии COVID-19 |
| 2019      | София Кенин                           | Саманта Стосур                        | 6-7(4) 6-4 6-2                        |
| 2018      | Ван Цян                               | Юлия Путинцева                        | 6-1 6-2                               |
| 2017      | Чжан Шуай (2)                         | Александра Крунич                     | 6-2 3-6 6-2                           |
| 2016      | Леся Цуренко                          | Елена Янкович                         | 6-4 3-6 6-4                           |
| 2015      | Елена Янкович                         | Дениса Аллертова                      | 6-2 6-0                               |
| 2014      | Моника Никулеску                      | Ализе Корне                           | 6-4 6-0                               |
| 2013      | Чжан Шуай                             | Ваня Кинг                             | 7-6(1) 6-1                            |
| 2012      | Се Шувэй                              | Лора Робсон                           | 6-3 5-7 6-4                           |
| 2011      | Шанель Схеперс                        | Магдалена Рыбарикова                  | 6-2 6-2                               |
| 2010      | Ярмила Грот                           | Алла Кудрявцева                       | 6-1 6-4                               |
| 2009      | Шахар Пеер                            | Альберта Брианти                      | 6-3 6-4                               |
| 2008      | Вера Звонарёва                        | Пэн Шуай                              | 6-7(4) 6-0 6-2                        |
| 2007      | Виржини Раззано                       | Ципора Обзилер                        | 6-0 6-3                               |
| 2006      | Анна Чакветадзе                       | Анабель Медина Гарригес               | 6-1 6-4                               |
| 2005      | Янь Цзы                               | Нурия Льягостера Вивес                | 6-4 4-0 — отказ                       |
| 2004      | Ли На                                 | Мартина Суха                          | 6-3 6-4                               |

| Год  | Победительницы                         | Финалистки                        | Счёт              |
| ---- | -------------------------------------- | --------------------------------- | ----------------- |
| 2024 | Катерина Синякова Чжан Шуай (2)        | Катажина Питер Фанни Штоллар      | 6-4 6-1           |
| 2023 | Го Ханьюй Цзян Синьюй                  | Макото Ниномия Эри Ходзуми        | 6-3 7-6(4)        |
| 2019 | Лаура Зигемунд Пэн Шуай (4)            | Алекса Гуарачи Гильяна Ольмос     | 6-2 6-1           |
| 2018 | Моника Адамчак Джессика Мур            | Данка Ковинич Вера Лапко          | 4-6 7-5 [10-4]    |
| 2017 | Элизе Мертенс Деми Схюрс               | Моника Адамчак Сторм Сандерс      | 6-2 6-3           |
| 2016 | Эйжа Мухаммад Пэн Шуай (3)             | Ольга Говорцова Вера Лапко        | 6-2 7-6(3)        |
| 2015 | Саня Мирза (2) Мартина Хингис          | Сюй Шилинь Ю Сяоди                | 6-3 6-1           |
| 2014 | Лян Чэнь Чжуан Цзяжун                  | Ализе Корне Магда Линетт          | 2-6 7-6(3) [10-7] |
| 2013 | Пэн Шуай (2) Се Шувэй (2)              | Галина Воскобоева Ваня Кинг       | 6-3 4-6 [12-10]   |
| 2012 | Тамарин Танасугарн Чжан Шуай           | Ярмила Гайдошова Моника Никулеску | 2-6 6-2 [10-8]    |
| 2011 | Се Шувэй Чжэн Сайсай                   | Хань Синьюнь Чжань Цзиньвэй       | 6-2 6-1           |
| 2010 | Эдина Галловиц Саня Мирза              | Лю Ваньтин Хань Синьюнь           | 7-5 6-3           |
| 2009 | Ольга Говорцова Татьяна Пучек (2)      | Кимико Датэ-Крумм Сунь Тяньтянь   | 3-6 6-2 [10-8]    |
| 2008 | Мария Корытцева Татьяна Пучек          | Сунь Тяньтянь Янь Цзы             | 6-3 4-6 [10-8]    |
| 2007 | Пэн Шуай Янь Цзы                       | Ваня Кинг Сунь Тяньтянь           | 6-3 6-4           |
| 2006 | Ли Тин (2) Сунь Тяньтянь (2)           | Ваня Кинг Елена Костанич          | 6-4 2-6 7-5       |
| 2005 | Эммануэль Гальярди Мария Елена Камерин | Неха Уберой Шиха Уберой           | 7-6(5) 6-3        |
| 2004 | Ли Тин Сунь Тяньтянь                   | Юй Ин Ян Шуцзин                   | 6-4 6-1           |